# Jardim Botânico (Rio de Janeiro)
Pour les articles homonymes, voir Jardim Botânico.
Jardim Botânico (Jardin Botanique) est un quartier de la ville de Rio de Janeiro au Brésil.

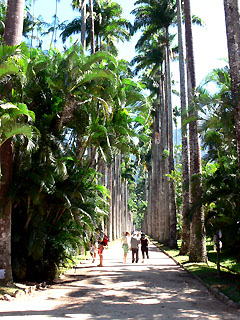
Le jardin botanique

Il est situé dans la zone sud près de la Lagoa Rodrigo de Freitas, au nord du Leblon, au nord-est de Gávea et à l'ouest de Humaitá. L'ouest est limité par les montagnes. Le quartier est relié à la zone nord (pt) par le tunnel Rebouças (pt), dans le quartier de Humaitá.

## Description
Les habitants sont plutôt aisés ou de classe moyenne et il n'y a pas de favelas à proximité, ce qui participe à l'appréciation de l'immobilier. Le quartier tire son nom du jardin botanique de Rio de Janeiro, institution scientifique créée en 1808 avec l'arrivée de Jean VI de Portugal.
On y trouve également le parc Lage de 52,2 ha qui abrite l'ancienne résidence de la famille Lage, expropriée en 1976 par décret.
Enfin il y a également une forêt des montagnes avoisinantes, y compris le Corcovado.
Tous ces espaces verts permettent d'y bénéficier des températures plus douces qu'ailleurs à Rio.

## Sport et loisirs
On y trouve notamment:
- le siège du Jockey-club brésilien et le siège de la société hippique brésilienne,
- le club nautique de Botafogo et le club de régates Vasco de Gama,
- la section sportive du club militaire de Rio,
- la section sportive du club naval de Rio.

## Économie
On y trouve le siège de la chaîne de télévision Globo très regardée au Brésil. D’autres entreprises audiovisuelles se sont développées autour.